# Фёдоровка (Челябинск)
Фёдоровка — упразднённый рабочий посёлок в городском округе Челябинска Челябинской области. В 2004 году включен в состав города и исключен из учётных данных. Ныне микрорайон в составе Советского района.

## История
Решением исполнительного комитета Челябинского областного Совета депутатов трудящихся от 10 апреля 1962 года объединены фактически слившиеся между собой следующие поселки Сосновского района: Дмитрия Донского, Федоровского карьера, нефтебазы, завода железобетонных шпал, мостопоезда № 424, «Дорстроя» № 2, механизированной колонны № 56, постов 1119 и 1120 километров в один населенный пункт, который отнесен к категории рабочих поселков, с присвоением наименования — рабочий поселок Фёдоровка. В 2004 административно вошёл в черту города Челябинска.

## Население
| 1970 | 1979  | 1989  | 2002  |
| ---- | ----- | ----- | ----- |
| 3058 | ↗3158 | ↗3491 | ↗4204 |

## Транспорт
Рядом с посёлком проходят железные дороги (платформа 2092 км на линии Челябинск — Златоуст и станция Асфальтная на линии, соединяющей железные дороги Челябинск — Златоуст и Смолино — Челябинск-Южный) и автодорога М5 «Урал» (Уфимский тракт).
Посёлок связан с центральной частью города внутригородским автобусным (автобусы и маршрутные такси) и пригородным железнодорожным (электрички) сообщением.

## Промышленность
Заводы: железобетонных шпал, щебёночный, 2 асфальтобетонных, по производству железобетонных труб, минеральной плиты.